# Comunidad del Caribe
La Comunidad del Caribe (CARICOM) (en francés: Communauté Caribéenne, en inglés: Caribbean Community, en neerlandés: Caribische Gemeenschap) es una organización internacional para el fortalecimiento de las relaciones en la región del Caribe; su sede se encuentra en Georgetown, Guyana. Fue fundada en 1973 por el Tratado de Chaguaramas (Trinidad y Tobago) y sustituyó a la Asociación Caribeña de Librecambio que había sido creada en 1965.
Es una organización de 15 naciones del Caribe (principalmente del Caribe anglófono) y dependencias británicas. Los miembros de pleno derecho son: Antigua y Barbuda, Barbados, Belice, Dominica, Granada, Guyana, Haití, Jamaica, Montserrat, San Cristóbal y Nieves, Santa Lucía, San Vicente y las Granadinas, Surinam y Trinidad y Tobago (las Islas Vírgenes Británicas y las Islas Turcas y Caicos son miembros asociados).
Las Bahamas pertenecen a la Comunidad pero no al mercado común creado en su seno, mientras que Aruba, Colombia, Curazao, México, Puerto Rico, República Dominicana, San Martín y Venezuela son países observadores. La sede de la CARICOM se encuentra en Georgetown, Guyana.
La comunidad del Caribe desarrolla tres actividades principales: la cooperación económica a través del Mercado Común del Caribe, la coordinación de la política exterior y la colaboración de campos como la agricultura, la industria, el transporte y las telecomunicaciones.
Los principales objetivos de CARICOM son promover la integración económica y cooperación entre sus miembros, así como asegurar que los beneficios de la integración se distribuyan equitativamente, y para coordinar la política exterior. Sus principales actividades incluyen la coordinación de las políticas económicas y la planificación del desarrollo, la elaboración y la institución de proyectos especiales para los países menos desarrollados dentro de su jurisdicción; funciona como un mercado regional único para muchos de sus miembros (mercado único del CARICOM), y la solución de controversias comerciales regionales.
Desde la creación de la Comunidad del Caribe (CARICOM), el inglés ha sido el idioma oficial de la organización. La CARICOM se ha convertido en plurilingüe en la práctica con la adición de Surinam, de habla neerlandesa, el 4 de julio de 1995, y Haití, donde se hablan francés y criollo haitiano, el 2 de julio de 2002. En 2001, los Jefes de Gobierno firmaron el Tratado Revisado de Chaguaramas, allanando así el camino para la transformación del Mercado Común de la CARICOM en el Mercado y Economía Única de CARICOM. Parte del tratado revisado entre los Estados miembros incluye el establecimiento y la aplicación de la Corte Caribeña de Justicia. 

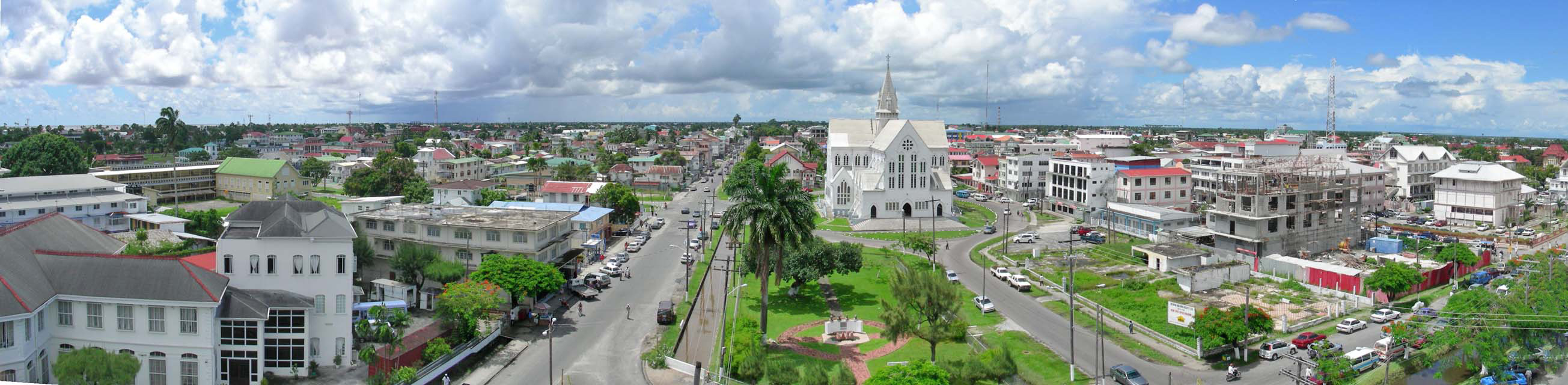
Georgetown, sede de la Comunidad del Caribe.

## Precedentes históricos
La Comunidad del Caribe (CARICOM), que originalmente se llamó la Comunidad del Caribe y Mercado Común, fue establecida por el Tratado de Chaguaramas, que entró en vigor el 1 de agosto de 1973. Los cuatro primeros signatarios fueron Barbados, Jamaica, Guyana y Trinidad y Tobago.
CARICOM sustituyó a la Asociación de Libre Comercio del Caribe (CARIFTA) de 1965-1972, que había sido organizada para proporcionar un enlace económico continuo entre los países de habla inglesa del Caribe tras la disolución de la Federación de las Indias Occidentales, que duró desde el 3 de enero de 1958 al 31 de mayo de 1962.
El Tratado Revisado de Chaguaramas constitutivo de la Comunidad del Caribe, incluyendo la CARICOM Single Market and Economy (CSME) fue firmado por los Jefes de Gobierno de la Comunidad del Caribe, el 5 de julio de 2001 en su Vigésima Segunda Reunión de la Conferencia en Nasáu, Bahamas. 

## Objetivos
- La integración económica de los Estados miembros a través del establecimiento de un régimen de Mercado Común.
- La coordinación de las políticas exteriores de los Estados miembros.
- Promover la cooperación en los ámbitos educativos, culturales e industriales.

## Órganos

### Órganos principales
- Conferencia de jefes de Estado
- Consejo de Ministros

Los órganos principales son asistidos por 4 consejos, 3 comisiones y una secretaría que constituye el principal órgano administrativo.

### Consejos
- Consejo de finanzas y planificación (COFAP)
- Consejo de comercio y desarrollo económico (COTED)
- Consejo de Relaciones Internacionales (COFCOR)
- Consejo de desarrollo humano y social (COHSOD)

### Comisiones
- Comité de asuntos legales: da asistencia legal a los órganos y comités.
- Comité de presupuesto: examina el presupuesto y trabaja en el programa de la secretaría, también da recomendaciones al consejo de ministros.
- Comité banco central de gobernadores: da recomendaciones al consejo de finanzas y planificación en materia monetaria y fiscal.

### Secretaría
La Secretaría de la Comunidad del Caribe es el principal órgano administrativo de CARICOM. El secretario general de la Comunidad del Caribe es el director ejecutivo y se encarga de las relaciones exteriores y comunitarias. Cinco años es el mandato del secretario general, renovable. El vicesecretario general de la Comunidad del Caribe se ocupa del Desarrollo humano y Social. El asesor general de la Comunidad del Caribe se ocupa del comercio y la integración económica.
La declaración de objetivos de la Secretaría de CARICOM es: "Contribuir, en apoyo de los Estados miembros, a la mejora de la calidad de vida de la gente de la Comunidad y al desarrollo de una sociedad innovadora y productiva en asociación con instituciones y grupos que trabajan para lograr una Comunidad centrada en las personas, sostenible e internacionalmente competitiva."

## Instituciones derivadas
Algunas instituciones han sido creadas bajos los auspicios de la comunidad de jure como es el caso del Instituto Meteorológico del Caribe (CMI), la Organización Meteorológica del Caribe (CMO), el Instituto de Investigación y Desarrollo Agrícola del Caribe (CARDI), la Organización Caribeña de Administradores de Impuestos (COTA) y el Instituto para la Alimentación y Nutrición del Caribe (CFNI). Otras instituciones se han asociado formalmente con la Comunidad: el Banco de Desarrollo del Caribe (CDB), la Universidad de Guyana, la Universidad de las Indias Occidentales y la Organización de Estados del Caribe Oriental (OECO).

## Estados miembros

Países miembros y Zonas Económicas Exclusivas del CARICOM. Considerándolas, la superficie total del CARICOM alcanza los.

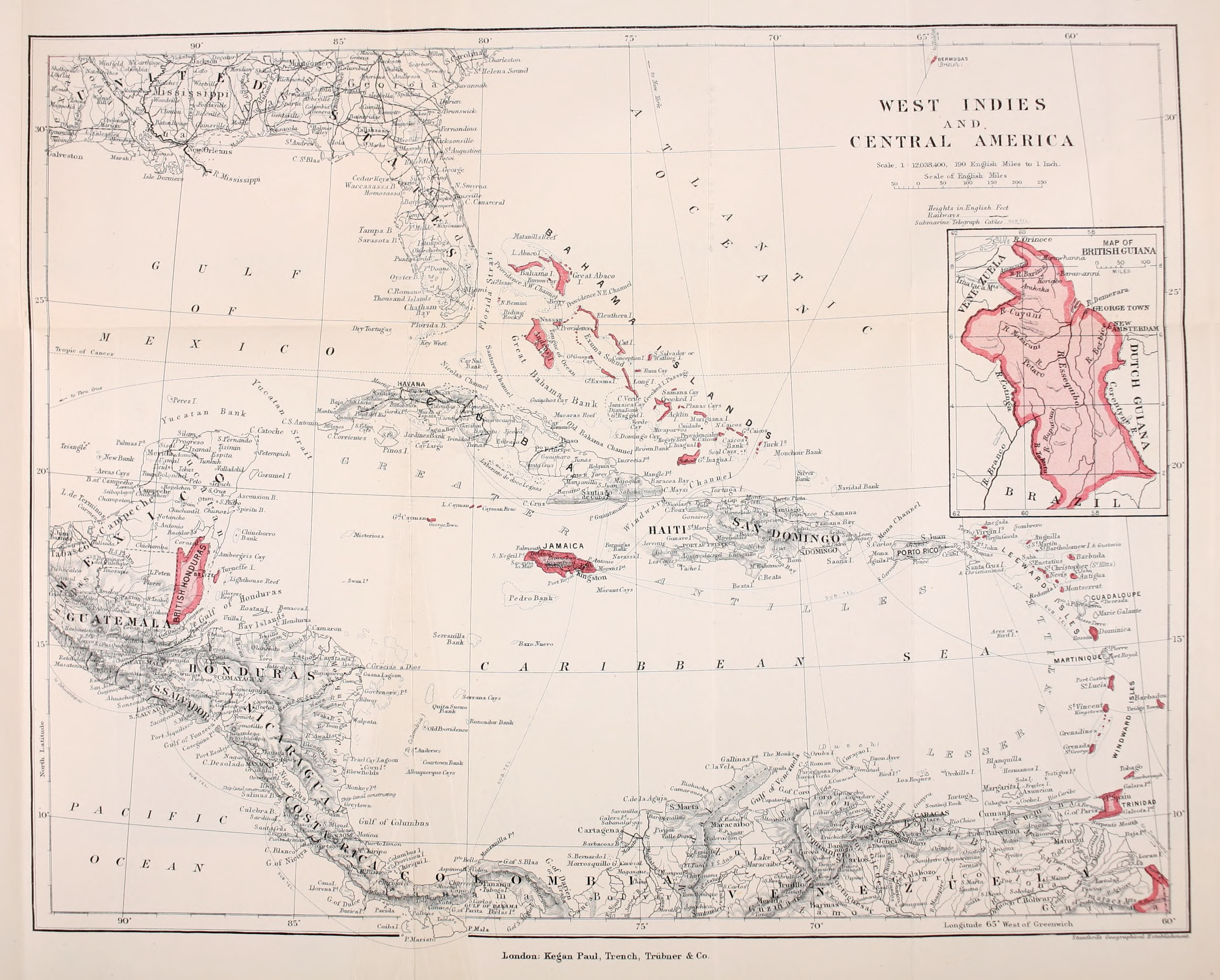
Colonias británicas y Centroamérica en 1900.

Los miembros plenos actualmente son: 
- Antigua y Barbuda (4 de julio de 1974).
- Mancomunidad de las Bahamas (4 de julio de 1983).
- Barbados (1 de agosto de 1973).
- Belice (1 de mayo de 1974).
- Mancomunidad de Dominica (1 de mayo de 1974).
- Granada (1 de mayo de 1974).
- República Cooperativa de Guyana (1 de agosto de 1973).
- República de Haití (miembro provisional en 4 de julio de 1998, pleno en 2 de julio de 2002).
- Jamaica (1 de agosto de 1973).
- Federación de San Cristóbal y Nieves (26 de julio de 1974).
- Santa Lucía (1 de mayo de 1974).
- San Vicente y las Granadinas (1 de mayo de 1974).
- República de Surinam (4 de julio de 1983).
- Montserrat (1 de mayo de 1974) (territorio británico de ultramar).
- República de Trinidad y Tobago (1 de agosto de 1973).

Este Acuerdo, también incluye un plan de acción que establece la libre movilidad de los factores productivos de la región, personas y capitales.
Los miembros asociados son:
- Anguila (julio de 1999) (territorio británico de ultramar).
- Bermudas (2 de julio de 2003) (territorio británico de ultramar).
- Islas Caimán (16 de mayo de 2002) (territorio británico de ultramar).
- Islas Turcas y Caicos (julio de 1991) (territorio británico de ultramar).
- Islas Vírgenes Británicas (julio de 1991) (territorio británico de ultramar).

Tienen el estatus de obervadores los siguientes estados y territorios:
| Nombre               | |
| -------------------- | -------------------------------------------------------------------------------------------------- |
| Aruba                | Territorio parte de Países Bajos                                                                   |
| Colombia             | |
| Curazao              | Territorio parte de Países Bajos                                                                   |
| República Dominicana | |
| México               | |
| Puerto Rico          | Estado libre asociado con estatus de autogobierno, territorio no incorporado de los Estados Unidos |
| San Martín           | Territorio parte de Países Bajos                                                                   |
| Venezuela            | |

## Relación con Cuba
En 2017, la República de Cuba y la CARICOM firmaron el "Acuerdo de Cooperación Comercial y Económica CARICOM-Cuba" para facilitar vínculos comerciales más estrechos. En diciembre de 2022, el presidente de Cuba, Miguel Díaz-Canel, se reunió en Bridgetown, Barbados, con los jefes de Estado y de Gobierno de CARICOM. Con motivo de la 8.ª Cumbre CARICOM-Cuba para conmemorar el 50 Aniversario del establecimiento de relaciones diplomáticas con los Estados independientes de CARICOM y Cuba y el 20 Aniversario del Día CARICOM-Cuba. Cuba también aceptó la oferta de la CARICOM de profundizar la cooperación bilateral y unirse a debates sólidos en el Grupo de Trabajo Ministerial Conjunto sobre Producción y Seguridad Alimentaria regional del bloque.

## Español en la Comunidad del Caribe
Aunque la lengua inglesa es oficial en la mayoría de sus miembros, el español va ganando terreno. En 2003 la Comunidad del Caribe acordó hacer del castellano su segundo idioma oficial, y reconoció la necesidad de popularizarlo en la región, para lo que solicitó la ayuda de Cuba y de la Organización de Estados Americanos. Según declaró el 9 de octubre de ese año su subsecretaria general, Lolita Applewhaite, los jefes de Estado de la comunidad tomaron esa decisión para ayudar a reducir las distancias culturales y de comunicación que la separan de sus vecinos latinoamericanos.

## Símbolos

### Bandera
La bandera de la Comunidad del Caribe fue elegida y aprobada en noviembre de 1983 en la Conferencia de Jefes de Gobierno reunida en Puerto España, Trinidad. El diseño original de la firma de Estudios WINART en Georgetown, Guyana, fue modificado sustancialmente en la Reunión de la Conferencia de Jefes de Gobierno de julio de 1983. La bandera ondeó por primera vez el 4 de julio de 1984 en Nasáu, Bahamas, en la quinta reunión de la Conferencia de Jefes de Gobierno.
La bandera tiene un fondo azul, y la parte superior es de un azul claro que representa el cielo, y la inferior, de un azul más oscuro que representa el Mar Caribe. El círculo amarillo en el centro representa el sol sobre el cual está impreso en negro el logo de la Comunidad del Caribe, dos C entrelazadas. Las dos C tienen la forma de eslabones rotos de una cadena, y simbolizan tanto la unidad como la ruptura con el pasado colonial. El estrecho anillo verde alrededor del sol representa la vegetación de la región.

### Canción
Para el 40.º aniversario de CARICOM, en abril de 2013 se lanzó un concurso para componer una canción o himno oficial de CARICOM para promover la elección de una canción que promoviera la unidad e inspirara la identidad y el orgullo de CARICOM. Los Estados miembros y la Secretaría de CARICOM nommbraron un panel regional de jueces compuesto por expertos independientes en música. Tres rondas de competencia condensaron 63 candidaturas en tres finales, de las cuales los jueces eligieron la canción Celebrating CARICOM (Celebrando CARICOM) de Michele Henderson de Dominica en marzo de 2014. Henderson ganó un premio de 10.000 dólares estadounidenses. Su canción fue producida por su esposo, Roland Delsol Jr., y arreglada por Earlson Matthew. También contó con Michael Ferrol en la batería y la participación coral del St. Alphonsus Choir. Fue re-producida para CARICOM por Carl Beaver Henderson de Trinidad y Tobago.
En segundo lugar del concurso quedó la canción titulada My CARICOM, del jamaicano Adiel Thomas que ganó 5.000 dólares, y en tercer lugar quedó la canción titulada One CARICOM de Carmella Lawrence de St. Kitts y Nevis, que ganó 2.500 dólares. Las otras canciones de los diez finalistas (sin ningún orden en particular) fueron:
- One Region one Caribbean (Una Región un Caribe) desde Anguila,
- One Caribbean Family (Una familia caribeña) de Jamaica,
- CARICOM’s Light (La luz de CARICOM) desde San Vicente y las Granadinas,
- We Are CARICOM (Somos CARICOM) de Dominica,
- Together As one (Juntos como uno) de Dominica,
- Blessed CARICOM (Bendita CARICOM) de Jamaica,
- Together We Rise (Juntos nos levantamos) de Jamaica.[10]

La primera representación oficial de Celebrating CARICOM by Henderson tuvo lugar el martes 1 de julio de 2014 en la ceremonia de apertura de la Trigésima Quinta Reunión Regional de la Conferencia de Jefes de Gobierno en Antigua y Barbuda.